# Samograd
Koordinati:   43°41′20″N, 15°33′21″E
Samograd je nenaseljen otoček v Jadranskem morju. Pripada Hrvaški.
Samograd leži v Narodnem parku Kornati okoli 3 km severovzhodno od rta Mede na Kurbi Veli. Njegova površina meri 0,043 km², dolžina obale je 0,85 km. Najvišji vrh je visok 33 mnm.